# Scrophularia xylorrhiza
Scrophularia xylorrhiza är en flenörtsväxtart som beskrevs av Pierre Edmond Boissier och Hausskn.. Scrophularia xylorrhiza ingår i släktet flenörter, och familjen flenörtsväxter. Inga underarter finns listade i Catalogue of Life.